# Lycianthes rantonnetii
Lycianthes rantonnetii (basioniem: Solanum rantonnetii) is een plant uit de nachtschadefamilie. Het is een tot 2,5 m hoge struik met overhangende of soms klimmende twijgen. De afwisselend geplaatste bladeren zijn eirond tot langwerpig, 6-10 cm lang, dun, iets toegespitst en meestal hebben ze een gegolfde rand.
De licht vijfhoekige bloemen staan alleen of in kleine groepjes. De kelk is klein en groen. De kroonbladen zijn donkerviolet en tussen de kroonbladen zitten plooien. In het midden staat een afgeknot, geel kegeltje van meeldraden. De vruchten zijn rode, appelvormige, circa 2,5 cm grote bessen.
De plant komt van nature voor in de subtropen in Argentinië en Paraguay.
In cultuur wordt de plant vaak gesnoeid tot een klein boompje met een bolvormige kroon. De plant verdraagt lichte vorst tot -3 °C. In het Middellandse Zeegebied wordt hij in tuinen gekweekt. In Noordwest-Europa kan de plant in het warme seizoen buiten worden gezet, en 's winter in een koele ruimte in huis of in de koude kas. Lycianthes rantonnetii 'Album' is een cultivar met witte bloemen.